# Laura Siddall
Laura Siddall (Nottinghamshire, 10 de septiembre de 1980) es una deportista británica que compitió en triatlón. Ganó una medalla de oro en el Campeonato Europeo de Triatlón de Larga Distancia de 2018.

## Palmarés internacional
| Campeonato Europeo | Campeonato Europeo | Campeonato Europeo | Campeonato Europeo |
| Año                | Lugar              | Medalla            | Prueba             |
| ------------------ | ------------------ | ------------------ | ------------------ |
| 2018               | Madrid (España)    | Medalla de oro     | Individual         |